# Recyclingpapier

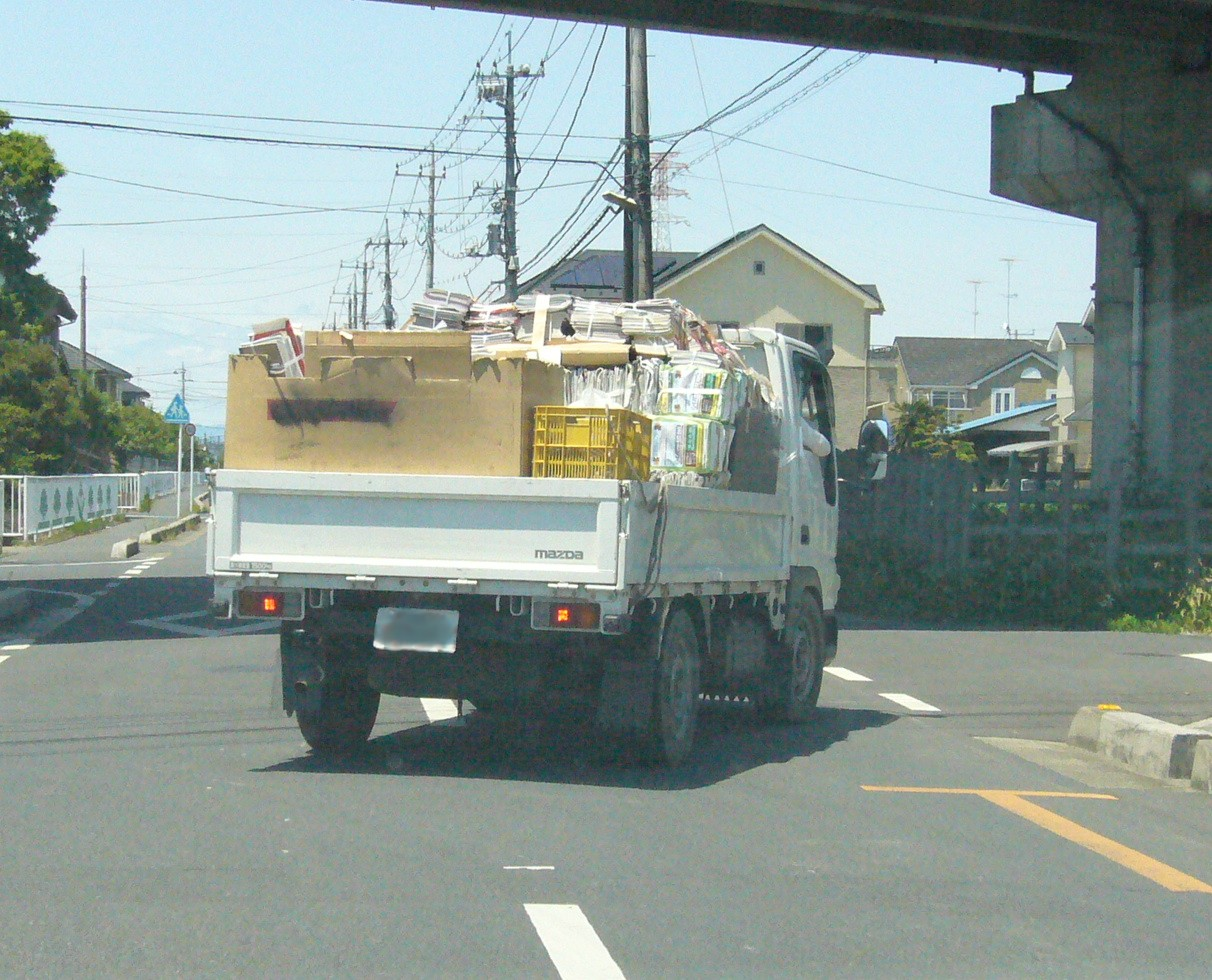
Transport von Altpapier in Japan

Recyclingpapier wird produziert aus wiederverwertetem Altpapier, Pappe sowie Karton respektive den daraus gewonnenen Sekundärfasern. Vorteilhaft ist dabei neben der Schonung der Holzreserven der im Vergleich zur konventionellen Papierherstellung niedrigere Energie- und Wasserverbrauch. Recyclingpapier gilt deshalb als umweltfreundlich.
Qualität und Reißfestigkeit des Papiers lassen sich durch Auswahl der Altpapiersorten oder das Beimischen neuer Fasern steigern. In Deutschland erhält ein aus 100 % Altpapier bestehendes Produkt das Umweltzeichen „Blauer Engel“. Für Fertigerzeugnisse besteht diesbezüglich eine Toleranz von 5 %.
Im Gegensatz zur Herstellung von sogenanntem Umweltschutzpapier wird das Altpapier bei der Verarbeitung zu Recyclingpapier gebleicht (Deinking). Da es sehr aufwendig ist, die Farbreste aus dem Altpapier zu entfernen, ist Recyclingpapier zuweilen grauer als andere Papiersorten. Schon seit Jahren gibt es aber auch weißes Recyclingpapier. Je nach gewünschtem Weißegrad müssen unterschiedliche Mengen an Wasser und Energie und bei hohen Weißegraden auch optische Aufheller bei der Herstellung eingesetzt werden. Ein mit optischen Aufhellern hergestelltes Recyclingpapier erhält keinen „Blauen Engel“. Weitere Unterschiede zu anderen Papiersorten ergeben sich durch die in der Herstellung verwendeten Fasern, was Einfluss auf Dicke und Oberflächenstruktur des Papiers hat.

## Herstellungsprozess

### Umwandlung von Papierblättern zu Papierbrei
Papierrecycling führt man meistens mittels einer Variation eines immer gleichen Grundvorgangs durch:
1. Das Papier wird in Wasser in seine einzelnen Papierfasern zerlegt, wodurch ein dünnflüssiger Brei entsteht; dieses Stadium nennt man Wiederaufschlämmung (Resuspension).
2. Der wässrige Brei durchläuft dann einen Reinigungsvorgang, um nichtfaserige Fremdkörper zu entfernen. Dieses Stadium umfasst häufig auch einen Waschvorgang mithilfe chemischer Reinigungsmittel.
3. Manchmal wird ein dritter Vorgang hinzugenommen, nämlich die Druckfarbenentfernung der Fasern durch Natriumhydroxid oder Natriumkarbonat. Um weißes Papier herzustellen, verwendet man in einem zusätzlichen Bleichvorgang dann Peroxide oder Hydrosulfite, um Farbreste (z. B. Druckerschwärze) aus dem Papierbrei zu entfernen.
4. Zuletzt wird aus diesem sauberen, fertigen Faserstoff ein „neues“ Papiererzeugnis produziert, entweder durch Mischen mit Primärfasern von Bäumen in unterschiedlichen Proportionen oder einfach durch das direkte Erzeugen von 99%igem Recyclingpapier.[3]

### Umwandlung zu Papierbögen
Der Vorgang der eigentlichen Blattschöpfung ist dann derselbe wie bei Frischfaserpapier:
1. Die Papierbreimischung wird weiter mit Wasser verdünnt, woraus ein sehr dünnflüssiger Brei entsteht. Diese dünnflüssige Masse sickert dann durch eine feinmaschige Siebpartie, um ein Fasergewebe zu bilden.
2. Diese sich bewegende Fasergewebebahn wird gepresst und getrocknet zu einem fortlaufenden Blatt Papier.
3. Während des Modellierungsvorgangs wird jeweils eine gewisse Menge an Papierbrei in eine Form mit einem Drahtgitterboden gegeben, so dass die Fasern auf dem Gitter ein Blatt bilden und überschüssiges Wasser abfließen kann. Das Papier kann dann aus der Form entnommen werden und zu trocknen beginnen.
4. Nach dem Trocknen kann man dieses fortlaufende Fasergewebe durch vertikales und horizontales Zerschneiden zu rechteckigen Bögen der gewünschten Größe schneiden.

## Vorbehalte gegenüber Recyclingpapier
Einer der verbreitetsten Vorbehalte gegenüber Recyclingpapier ist die Aussage, Recyclingpapier verursache beim Drucken oder Kopieren Papierstaus. Diese Aussage ist jedoch mehrfach widerlegt. Wichtig ist jedoch, auf die notwendige Qualität des eingesetzten Papiers und die entsprechenden Herstellervorgaben zu achten.